# A.-W. Heil & Sohn

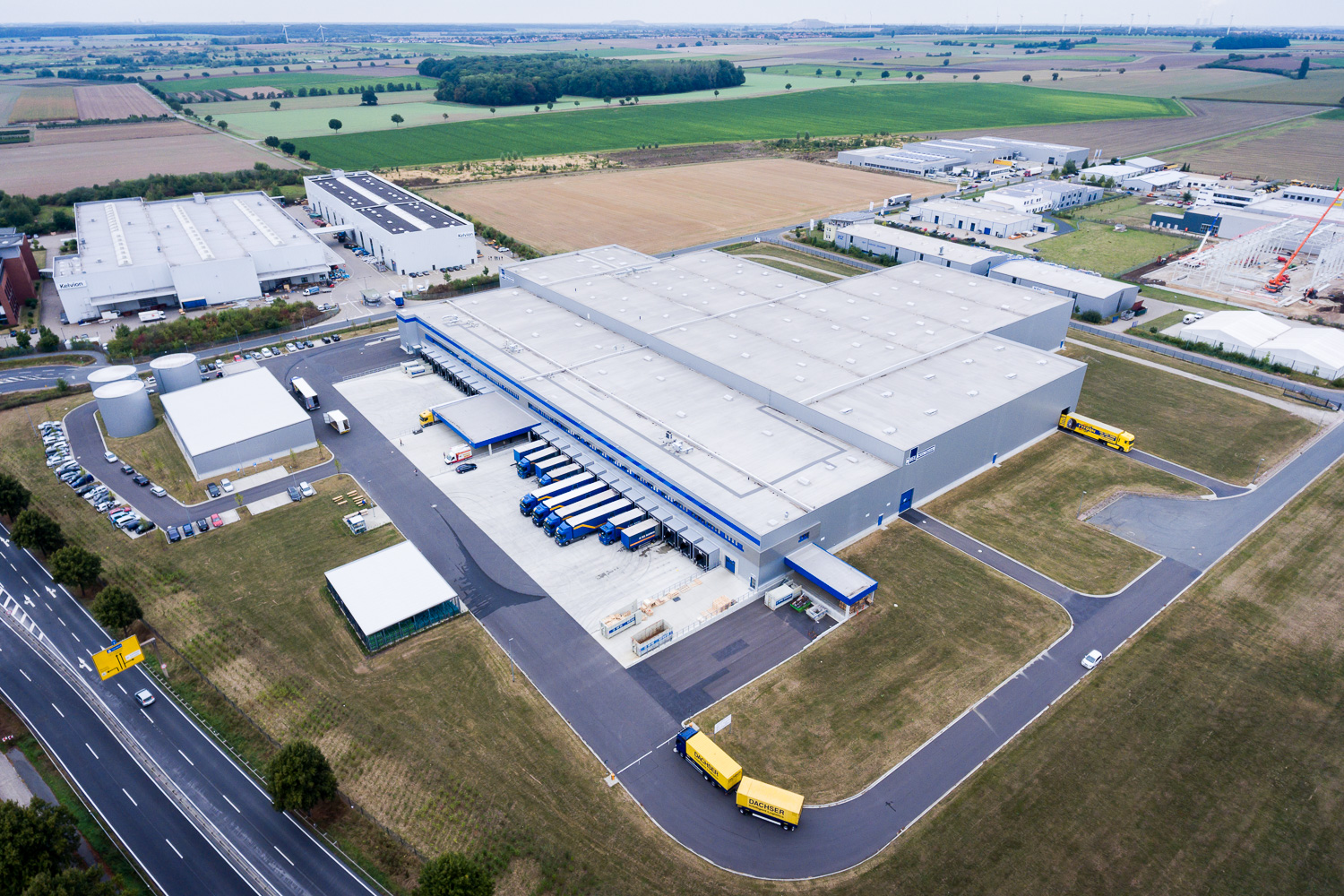
Zentrales Logistikzentrum der A.-W. Heil & Sohn GmbH & Co. KG in Sarstedt

Die A.-W. Heil & Sohn GmbH & Co. KG (Eigenschreibweise A.-W. HEIL & SOHN; meist nur HEIL-Kfz-Teile oder HEIL & SOHN genannt) ist ein mittelständisches Großhandelsunternehmen für Kraftfahrzeug- und Nutzfahrzeug-Ersatzteile sowie Zubehör aus anderen Industriebereichen mit Hauptsitz in Hannover.

## Unternehmen
Die A.-W. Heil & Sohn zählt zu den größeren Händlern für Kraftfahrzeug- und Nutzfahrzeug-Ersatzteile in Deutschland. Neben dem zentralen Hauptsitz in Hannover existieren 22 eigenständige Standorte in Nord-, Ost- und Mitteldeutschland. Zusätzlich verfügt das Unternehmen über ein eigenes Logistikzentrum im nahegelegenen Sarstedt.
Das Unternehmen wird seit der Gründung von der Familie Heil geleitet und beschäftigt heute (Stand: August 2021) ca. 900 Mitarbeiter.
Das Geschäft von A.-W. Heil & Sohn konzentriert sich zu großen Teilen auf den Kraftfahrzeug- und Nutzfahrzeug-Teilehandel sowie den Verkauf von Werkstattausrüstung. Im Randsortiment finden sich Ersatzteile und Zubehör der Bereiche Industrietechnik, Land- und Baumaschinentechnik sowie Anhänger- und Caravantechnik.
Seit dem 1. Januar 2009 ist A.-W. Heil & Sohn Gesellschafter der CARAT-Gruppe, einer Einkaufskooperation aus Deutschland im Bereich Teilegroßhandel.
Mithilfe des zentralen Logistikzentrums sowie Innovationen im Bereich der Lager-Software, speziell im Bereich Materialplanung und Disposition, kann A.-W. Heil & Sohn seine 22 Standorte mehrmals täglich und größtenteils just-in-time beliefern. Im Logistikzentrum in Sarstedt werden ca. 130.000 Artikel ständig bevorratet.
Als im hannoverschen Stadtteil Bemerode beheimatetes Unternehmen unterstützt A.-W. Heil & Sohn die Fußballer des örtlichen Sportvereins TSV Bemerode als Sponsor der aktuellen Trikots. Zudem sollen im Rahmen dieser Kooperation vor allem die Jugendfußballer hinsichtlich Berufswahl und Bewerbungsmanagement von dem Unternehmen unterstützt werden.

## Geschichte
Bereits im Jahre 1933 wurde das Familienunternehmen von August-Wilhelm Heil gegründet, welches sich zunächst ausschließlich auf Zweiräder beschränkte. Der Handel mit Kraftfahrzeug-Teilen begann ab dem Jahr 1961. Im Laufe der Zeit wurden am Sortiment stetig Anpassungen vorgenommen und infolgedessen auch neue Tätigkeitsbereiche wie z. B. die Industrietechnik eingeführt.
Im weiteren Verlauf begann A.-W. Heil & Sohn, weitere Standorte außerhalb Hannovers zu eröffnen, beschränkte sich dabei aber hauptsächlich auf die Nordhälfte Deutschlands. Aus diesem Grund verteilen sich die 22 Standorte heute auf die Bundesländer Niedersachsen, in welchem die meisten Standorte zu finden sind, gefolgt von Hamburg, Sachsen-Anhalt, Brandenburg, Schleswig-Holstein und Bremen.
In Sarstedt wurde ein neues zentrales Logistikzentrum errichtet, nachdem das ursprüngliche Lager am Hauptsitz in Hannover aufgrund höherer Warenströme und einer höheren Vielfalt und Verschiedenheit der bevorrateten Produkte an seine Kapazitätsgrenze gestoßen war. Die Fertigstellung und Eröffnung des 26.000 m² großen Gebäudes erfolgte im Frühjahr 2016.
Im Rahmen des 85-jährigen Jubiläums der A.-W. Heil & Sohn GmbH & Co. KG im Jahr 2018 wurde ein Festival auf dem Gelände des neuen Logistikzentrums veranstaltet. Vertreter und Partner aus der Industrie sowie rund 4000 weitere Gäste besuchten die Veranstaltung.
A.-W. Heil & Sohn belegt in der am 22. Oktober 2021 veröffentlichten Umfrage „Deutschlands beste Autoteilegroßhändler 2021/2022“ der Deutschen Gesellschaft für Verbraucherstudien (DtGV) sowohl den ersten Platz in der Kategorie Kundenservice sowie im Gesamturteil.

## Tätigkeitsbereiche
Die A.-W. Heil & Sohn GmbH & Co. KG beliefert als Großhändler mit Fokus auf Kraftfahrzeug- und Nutzfahrzeug-Ersatzteile hauptsächlich freie Kfz-Werkstätten, Autohäuser oder auch Flottenbetriebe. Außerdem werden Produkte der Bereiche Anhänger- und Caravantechnik sowie Landmaschinentechnik und Baumaschinentechnik gezielt an gewerbliche Kunden vertrieben. Abgerundet wird das Sortiment durch den Bereich Industrietechnik, der u. a. Hydraulikteile, Dichtelemente oder Druckluftwerkzeuge beinhaltet.
A.-W. Heil & Sohn bietet seinen Kunden die gesamte Werkstattplanung und Werkstattausrüstung im Rahmen individuell zusammengestellter Werkstattkonzepte an. Darüber hinaus kann sich der Kunde auch für ein Werkstattkonzept eines Handelspartners entscheiden. Die vom Unternehmen betreuten Konzepte sind u. a. von Bosch (Bosch Car Service), CARAT (u. a. ad AUTO DIENST) oder Hella Gutmann Solutions (CheckPoint).
Neben dem Vertrieb von Ersatzteilen bietet A.-W. Heil & Sohn auch verschiedene Dienstleistungen an. Darunter fallen technische und kaufmännische Kundenschulungen zu spezifischen Themenschwerpunkten oder eine individuelle Marketingunterstützung für den Kunden, beispielsweise in Form von Flyern oder Visitenkarten. Auch können Kunden ein Warenwirtschaftssystem über A.-W. Heil & Sohn erwerben, welches speziell auf die Bedürfnisse von Betrieben der Kraftfahrzeug- und Nutzfahrzeug-Branche angepasst ist.

## Veranstaltungen
Im Jahr 2010 richtete A.-W. Heil & Sohn die erste eigene Hausmesse „km/H“ für Lieferanten, Industrie und Kunden im Hannover Congress Centrum (HCC) aus. Das Akronym „km/H“ steht dabei für „Kraftfahrzeugtechnikmesse Heil“. Die Messe ist seitdem eine gut besuchte Plattform zum Austausch neuester Branchentrends und wird von Besuchern des Einzugsgebietes der 22 Standorte frequentiert.
Bedingt durch die SARS-CoV-2 Pandemie und die damit einhergehenden Beschränkungen war eine „km/H“ im gewohnten Stil ab März 2020 nicht mehr möglich. Als Alternative wurde eine Mischung aus stationärer und digitaler Messe entwickelt, die „km/H EXKLUSIV“. Das Konzept der Veranstaltung besteht aus einer kleineren Gruppe Lieferanten und Herstellern, die Präsentationen und Vorführungen live ins Netz streamen. Die Interessierten können sich von zuhause über ihr Endgerät einloggen und den Stream verfolgen.